# Clive Bunker
Clive William Bunker (Luton, 30 dicembre 1946) è un batterista britannico.
Fu il primo batterista del gruppo storico rock dei Jethro Tull. Ha contribuito ai primi 4 album del gruppo, compreso Aqualung, abbandonando la band nel 1972 per dedicarsi a pieno alla vita familiare e ad altre professioni.
Nel 1974, tuttavia, Bunker entrò a far parte dei Blodwyn Pig, la band formata da Mick Abrahams dopo il suo abbandono dei Jethro Tull nel 1969.
Clive si è unito con la Manfred Mann's Earth Band nel 1991 quando il gruppo si è riformato, sino all'ultimo tour con loro del 1993. Egli ha anche lavorato nell'album della Earth Band Soft Vengeance.
Oggi Clive rimane un musicista molto ricercato per le session, con molti crediti a suo nome.

## Album da solista
- Awakening, 1998
- Electromantic music, 1999